# Эскудеро, Серхио
Се́рхио Эскуде́ро Пало́мо (исп. Sergio Escudero Palomo; род. 2 сентября 1989, Вальядолид, Испания) — испанский футболист, левый защитник клуба «Депортиво Ла-Корунья».

## Карьера
Дебютировал Серхио в 2008 году во втором дивизионе Испании в составе «Реала Мурсии» в матче против «Саламанки» (2:2).
В 2010 году перешёл в «Шальке 04» за 2,5 млн евро на 4 года. 2 ноября 2010 года состоялся его дебют в матче Лиги чемпионов против «Хапоэля» в Тель-Авиве на стадионе «Блумфилд» (0:0).
25 января 2013 года Эскудеро был отправлен в аренду в «Хетафе» до конца сезона 2012/13.
11 июля 2013 года было объявлено, что Эскудеро перешёл в «Хетафе» за 500 тысяч евро, подписав контракт до 2018 года.
3 июля 2015 года Эскудеро подписал четырёхлетний контракт с «Севильей».

## Достижения
«Шальке 04»
- Обладатель Кубка Германии: 2010/11
- Обладатель Суперкубка Германии: 2011

«Севилья»
- Победитель Лиги Европы УЕФА (2): 2015/16, 2019/20